# This House Is Not For Sale
A This House Is Not For Sale a Bon Jovi amerikai rockegyüttes 14. stúdióalbuma.

## Az album dalai
Standard változat:
- This House Is Not For Sale 3:37
- Living With The Gost 4:45
- Knockout 3:30
- Labor Of Love 5:04
- Born Again Tomorrow 3:32
- Roller Coaster 3:40
- New Year's Day 4:26
- The Devil's In The Temple 3:18
- Scars On This Guitar 5:06
- God Bless This Mess 3:23
- Reunion 4:13
- Come On Up To Our House 4:37

A 2018-as kiadás még két számot tartalmazott:
- When We Were Us 3:34
- Walls 3:37